# Serbia na Letniej Uniwersjadzie 2009
Serbię na Letniej Uniwersjadzie w Belgradzie reprezentowało 280 zawodników. Serbia jako gospodarz może wystawić zawodników w każdej konkurencji. Serbowie zdobyli 19 medali (5 złotych, 5 srebrnych i 9 brązowych). 
Sporty drużynowe w których Serbia brała udział:
| Dyscyplina  | Mężczyźni | Kobiety |
| Koszykówka  | ✔         | ✔       |
| Piłka nożna | ✔         | ✔       |
| Piłka wodna | ✔         | ✔       |
| Siatkówka   | ✔         | ✔       |

## Medale

### Złoto
- Marina Munćan - lekkoatletyka, 1500 metrów
- Ivana Španović - lekkoatletyka, skok w dal
- Aleksandar Slović - tenis ziemny, gra pojedyncza
- Aleksandar Slović, Saša Stoisavljević, Aleksandar Grubin, Boris Čonkić - tenis ziemny, klasyfikacja zespołowa
- Drużyna koszykarzy

### Srebro
- Goran Nava - lekkoatletyka, 800 metrów
- Nađa Higl - pływanie, 100 metrów stylem klasycznym
- Nađa Higl - pływanie, 200 metrów stylem klasycznym
- Ninoslav Babić - taekwondo, kategoria poniżej 58 kg
- Drużyna siatkarek

### Brąz
- Goran Nava - lekkoatletyka, 1500 metrów
- Miroslava Najdanovski - pływanie, 50 metrów stylem dowolnym
- Čaba Silađi - pływanie, 50 metrów stylem klasycznym
- Marko Jevtović i Zolt Pete - tenis stołowy, gra podwójna
- Stevan Rašić - taekwondo, kategoria poniżej 62 kg
- Andrijana Ćirić - taekwondo, kategoria poniżej 72 kg
- Drużyna taekwondzistek
- Boris Čonkić i Aleksandar Grubin - tenis ziemny, gra podwójna
- Drużyna piłkarzy wodnych